# Uchnaagijn Chürelsüch
Uchnágijn Churelsuch, Uchná Churelsuch či Ukhnaagijn Khürelsükh (mongolsky Ухнаагийн Хүрэлсүх; * 14. června 1968, Ulánbátar) je 6. a zároveň současný prezident Mongolska. Úřaduje od 25. června 2021 po vítězství v prezidentských volbách, v nichž získal 72% hlasů. Od října 2017 do ledna 2021 působil jako premiér. Byl představitelem sociálně demokratické Mongolské lidové strany (v letech 2017–2021 ji též vedl), po zvolení prezidentem však musel stranu opustit, jak vyžaduje mongolská ústava. V minulosti zastával i řadu dalších politických postů, v letech 2004–2006 byl ministrem pro mimořádné události, v letech 2006–2008 ministrem kontrol, v letech 2016–2017 a 2014–2015 místopředsedou vlády. Vystudoval politické vědy na Univerzitě obrany a veřejnou správu na Národní mongolské univerzitě. Do politiky vstoupil na začátku 90. let, v letech 1997–2004 vedl sociálně demokratickou mládežnickou organizaci.